# Lega giordana professionistica 2003-2004
Il campionato era formato da dieci squadre e l'Al-Faisaly vinse il titolo.

## Turno preliminare
| Pos. | Squadra           | G | V | N | P | GF | GS | Punti |
| ---- | ----------------- | - | - | - | - | -- | -- | ----- |
| 1    | Al-Wehdat         | 9 | 7 | 1 | 1 | 25 | 7  | 22    |
| 2    | Al-Faisaly        | 9 | 7 | 1 | 1 | 16 | 7  | 22    |
| 3    | Al-Baqa'a         | 9 | 5 | 4 | 0 | 19 | 8  | 19    |
| 4    | Al-Hussein        | 9 | 4 | 3 | 2 | 15 | 10 | 15    |
| 5    | Shabab Al-Hussein | 9 | 3 | 3 | 3 | 13 | 13 | 12    |
| 6    | Al-Ramtha         | 9 | 3 | 2 | 4 | 11 | 13 | 11    |
| 7    | Kufrsoum          | 9 | 2 | 2 | 5 | 13 | 23 | 8     |
| 8    | Al-Jazira         | 9 | 1 | 3 | 5 | 8  | 18 | 6     |
| 9    | Al-Yarmouk        | 9 | 1 | 2 | 6 | 7  | 17 | 5     |
| 10   | Al-Ahli           | 9 | 1 | 1 | 7 | 11 | 22 | 4     |

## Play-off per il titolo
| Pos. | Squadra    | G | V | N | P | GF | GS | Punti |
| ---- | ---------- | - | - | - | - | -- | -- | ----- |
| 1    | Al-Faisaly | 3 | 3 | 0 | 0 | 5  | 2  | 9     |
| 2    | Al-Hussein | 3 | 1 | 1 | 1 | 4  | 2  | 4     |
| 3    | Al-Wehdat  | 3 | 1 | 1 | 1 | 4  | 3  | 4     |
| 4    | Al-Baqa'a  | 3 | 0 | 0 | 3 | 1  | 7  | 0     |